# چاه گرد
چاه گرد یک منطقهٔ مسکونی در ایران است که در دهستان رهدار واقع شده‌است.